# Misopates orontium
Misopates orontium là một loài thực vật có hoa trong họ Mã đề. Loài này được (L.) Raf. mô tả khoa học đầu tiên năm 1840.

## Hình ảnh

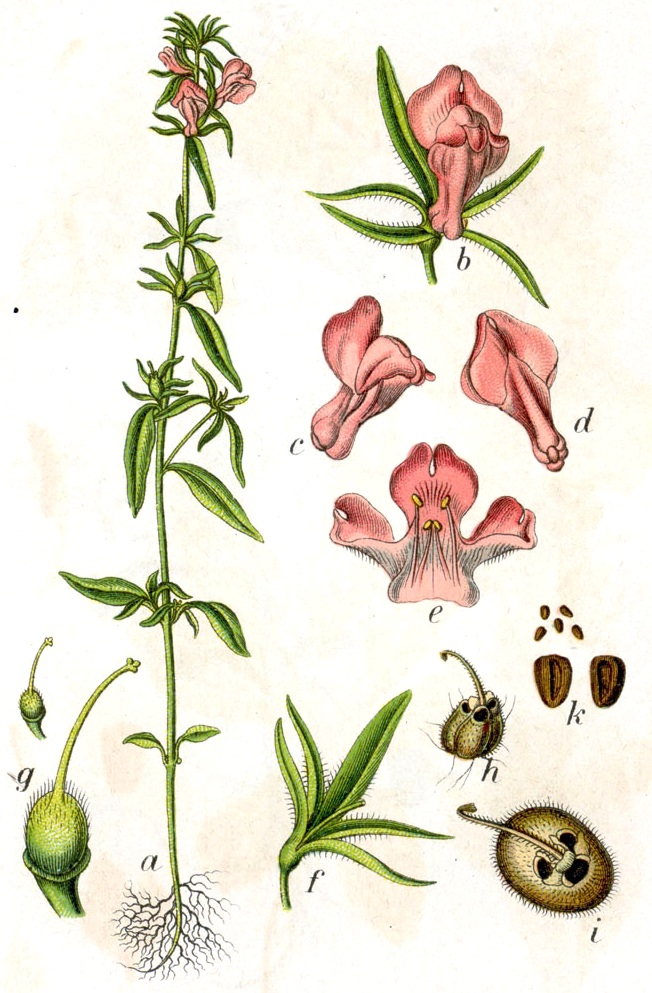
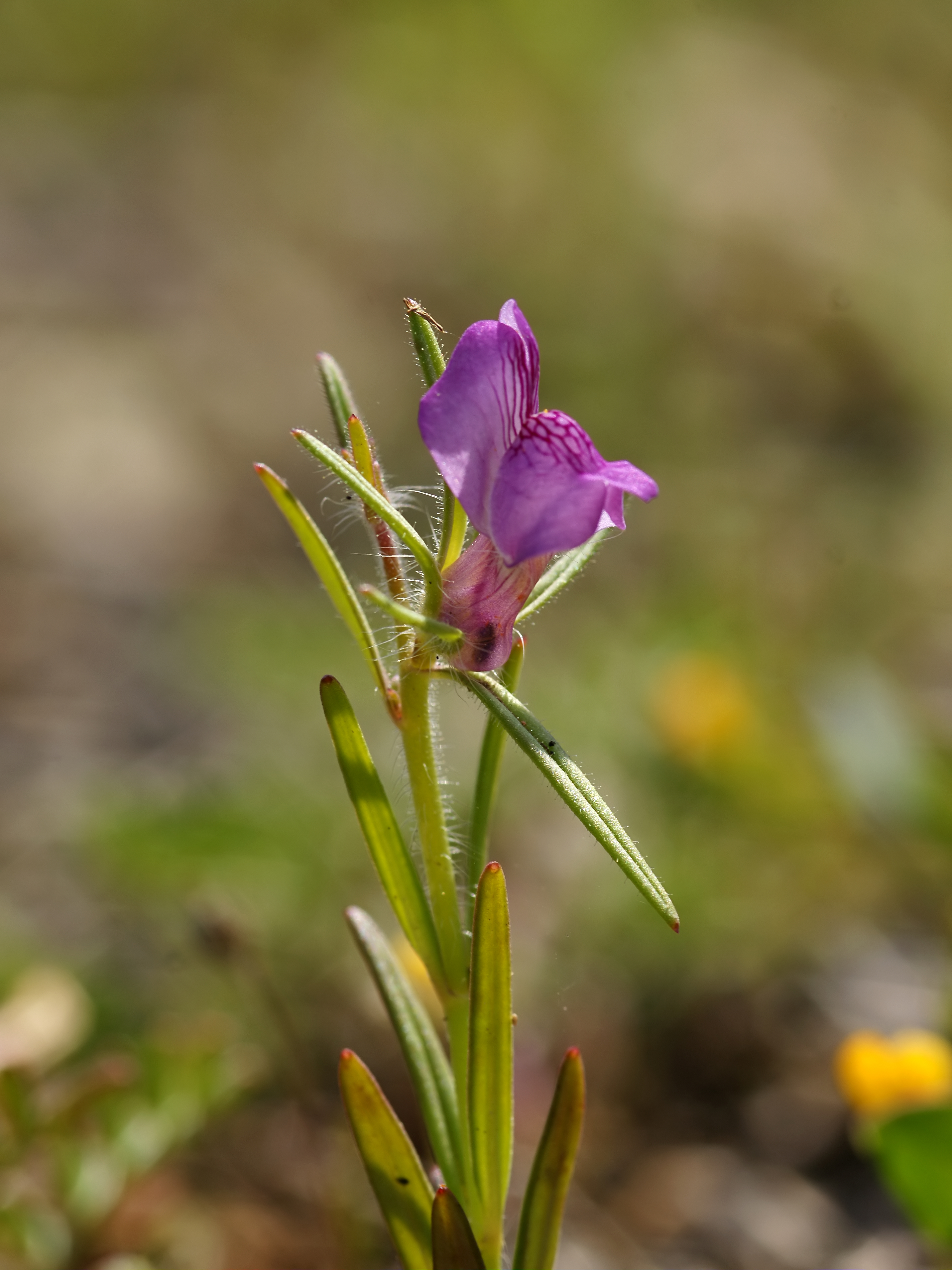
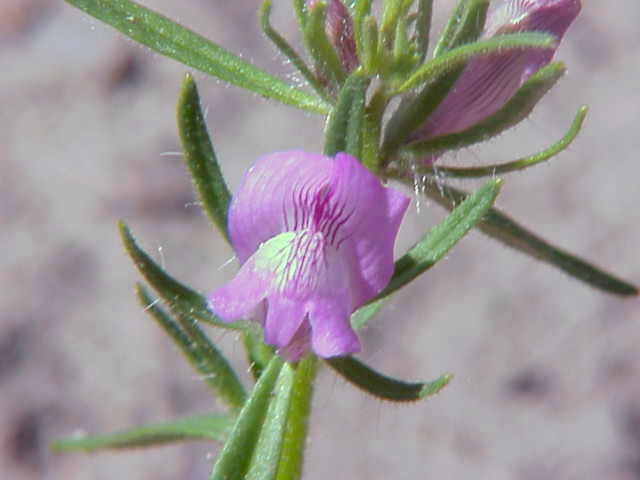
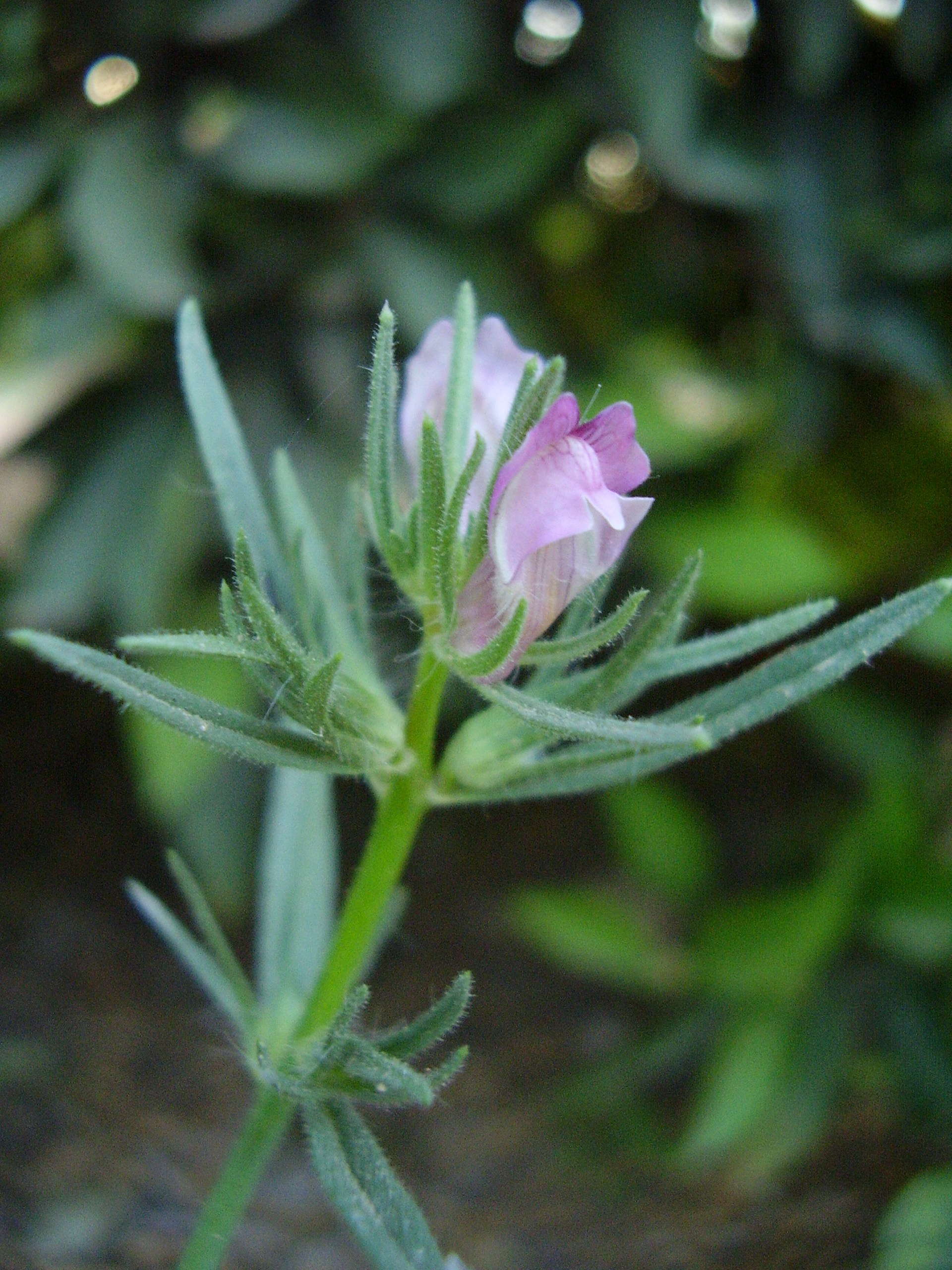